# Аксёновская (Верховажский район)
Аксёновская — деревня в Верховажском районе Вологодской области.
Входит в состав Сибирского сельского поселения, с точки зрения административно-территориального деления — в Сибирский сельсовет.
Расстояние по автодороге до районного центра Верховажья — 42 км, до центра муниципального образования Елисеевской — 11 км. Ближайшие населённые пункты — Анисимовская, Захаровская, Козевская, Сакулинская, Осташевская.
По переписи 2002 года население — 10 человек.